# Jabbeke
Jabbeke – miejscowość i gmina w Belgii, w Regionie Flamandzkim, w prowincji Flandria Zachodnia, w okręgu Brugia. 1 stycznia 2024 r. liczyła 14 832 mieszkańców.

## Podział administracyjny
W skład gminy wchodzą cztery dzielnice (deelgemeente):
- Snellegem
- Stalhille
- Varsenare
- Zerkegem